# Iota Arae
Iota Arae (ι Ara / ι Arae) è una stella gigante azzurra di magnitudine 5,24 situata nella costellazione dell'Altare. Dista 722 anni luce dal sistema solare.

## Osservazione
Si tratta di una stella situata nell'emisfero celeste australe. La sua posizione è fortemente australe e ciò comporta che la stella sia osservabile prevalentemente dall'emisfero sud, dove si presenta circumpolare anche da gran parte delle regioni temperate; dall'emisfero nord la sua visibilità è invece limitata alle regioni temperate inferiori e alla fascia tropicale. La sua magnitudine pari a 5,2 fa sì che possa essere scorta solo con un cielo sufficientemente libero dagli effetti dell'inquinamento luminoso.
Il periodo migliore per la sua osservazione nel cielo serale ricade nei mesi compresi fra maggio e settembre; nell'emisfero sud è visibile anche per gran parte della primavera, grazie alla declinazione boreale della stella, mentre nell'emisfero sud può essere osservata limitatamente durante i mesi estivi boreali.

## Caratteristiche fisiche
La stella è una gigante blu con una massa 9 volte quella del Sole ed un raggio quasi 5 volte superiore, mentre la sua temperatura superficiale è di circa 22.000 K.
Ls stella è classificata come variabile Gamma Cassiopeiae, la sua magnitudine varia infatti da +5,18 a + 5,26, inoltre presenta un disco circumstellare con un diametro 1,7 volte quello della stella, ed è per questo anche una stella Be.	
La sua magnitudine assoluta è di -1,48 e la sua velocità radiale negativa indica che la stella si sta avvicinando al sistema solare.

## Binaria visuale
Iota Arae ha una compagna ottica di magnitudine 10,8, separata da 42,8 secondi d'arco da A e con angolo di posizione di 062 gradi.